# Caledophia pauli
Caledophia pauli là một loài bướm đêm trong họ Geometridae.